# Whitechapel (группа)
Whitechapel — американская дэткор-группа из Ноксвилла, штат Теннесси.

## История

### Образование иThe Somatic Defilement(2006—2007)
Группа была образована в феврале 2006 года жителями Ноксвилла Филом Бозманом (вокал), Брэнданом Кэйглом (ритм-гитара), и Бэном Севэджем (лид-гитара). Вскоре к ним присоединились Алекс Уэйд (гитара), Гэйб Крисп (бас-гитара), и Дерек Мартин (барабаны). В марте 2006-го группа записала свои дебютные дэмо-записи. Название группы произошло от названия района Уайтчепел в Лондоне, который известен серийными убийствами Джека Потрошителя. В 2007 году группа присоединилась к Siege of Amida Records из Великобритании, и Candlelight Records из Америки. Группа приобрела нового барабанщика — Кевина Лэйна, и выпустила свой дебютный альбом — The Somatic Defilement в июне 2007-го.

### This Is Exile(2007—2010)
В октябре 2007-го группа присоединилась к крупному лэйблу Metal Blade Records, и в 2008 году выпустили свой второй альбом — This is Exile Альбом достиг 18 позиции в Billboard Top 200.. Альбом поднялся на #118 в Billboard Top 200. В мае 2008-го группа отправилась в The Summer Slaughter Tour, и в августе 2008-го они впервые стали хэдлайнерами наравне с Impending Doom, A Different Breed of Killer и Through the Eyes of the Dead.
В том же году они отправились в тур с такими популярными командами как Parkway Drive, Unearth в Never Say Die! tour. Они сняли видео на песни Possession и This is Exile. Также Whitechapel отправились на известный метал-фестиваль Mayhem Festival, где выступали на Hot Topic Stage, с Job for a Cowboy, Cannibal Corpse, Behemoth и The Black Dahlia Murder, и делили главную сцену с такими известными группами, как Slayer и Marilyn Manson, которые были хэдлайнерами тура.
Whitechapel также турили с Darkest Hour и Trivium, на их «Into the Mouth of Hell We Tour».

### A New Era Of Corruption(2010—2011)
После альбома The Somatic Defilement вышел This is Exile, который записывался с декабря по май, с продюсером Джейсоном Сьюкофом. Группа объявила, что новый альбом выйдет летом 2010 года, а его название — A New Era of Corruption. Также на концертах группа начала исполнять новую песню — The Darkest Day of Man. Через пару месяцев песня стала доступна для прослушивания. A New Era of Corruption вышел 8 июня, и в первую неделю было продано 10,600 копий в США, и дебютировал на 43 месте в Bilboard 200.
В декабре 2010 года, барабанщик Кевин Лэйн покинул группу что бы уйти в колледж. На его место пришёл Бэнджамин Харклероу, из Knights of the Abyss. 7 февраля 2011 год было выложено лайв-видео на песню Breeding Violence. Также Whitechapel были хэдлайнерами тура The Welcome To Hell Tour, с The Acacia Strain, Veil of Maya, Chelsea Grin и I Declare War с февраля по март 2011-го. Тур также провёлся и в Европе, совместно с The Acacia Strain и Impending Doom.
28 сентября, Whitechapel выпустили новую песню — Section 8, которая вошла в их новый EP Recorrupted, который вышел 8 ноября.

### Whitechapel(2012—2013)
Whitechapel отправились в американский тур под названием The Recorruptour, совместно с Miss May I, After the Burial, Within the Ruins, The Plot in You и Structures. Тур проходил с марта по май 2012 года. Они также играли на Mayhem Festival.
Whitechapel начали записывать одноимённый альбом в студии Audio Hammer Studios, с продюсером Марком Льюисом. Альбом был выпущен 19 июня, на лэйбле Metal Blade Records. Альбом дебютировал на 47 месте в Billboard 200, и в первую неделю продался с тиражом 9,200 копий. Первый сингл «Hate Creation» был выпущен 30 апреля. Также они отправились в тур Brothers of Brutality с января по февраль, с The Plot in You, Obey the Brave, Unearth и Emmure, которые также поддерживали тур Don’t Pray for Us с Asking Alexandria, Motionless in White, Chimaira, и I Killed the Prom Queen.
16 апреля 2013 года вышла переизданная версия дебютного альбома The Somatic Defilement.

### Our Endless War(2013—2015)
Группа объявила через Twitter и Instagram, что новый альбом будет записан осенью 2013 года. Вместе с этим объявлением, они выпустили видео нового гитарного риффа. 31 августа 2013 группа объявила через Facebook, что записи барабанов для альбома начались. 29 ноября 2013 года вокалист Фил Бозман через YouTube заявил, что группа будет последний день в студии 9 декабря и сказал, что к тому времени все должно быть сделано и готово к отправке на сведение и мастеринг. Он сказал, что он не знает когда выйдет альбом, но также сообщил: «как-нибудь в следующем году, где-то после Рождества». 7 декабря 2013 группа опубликовала тизер нового альбома на Facebook и YouTube.
26 февраля 2014 года, было объявлено, что новый альбом будет называться Our Endless War, и был выпущен главный сингл альбома «The Saw is the Law». Our Endless War получил смешанные обзоры после своего выпуска.
27 февраля 2015 года группа опубликовала видео на песню «Let Me Burn».

### Mark Of The Blade(2015—2017)
13 сентября 2015 Фил Бозман неофициально сообщил в своём YouTube видеоблоге, что группа в настоящее время находится в процессе написания нового альбома и он будет выпущен 24 июня 2016 года.
Альбом Mark Of The Blade увидел свет 24 июня 2016 года.
9 августа 2017 года барабанщик Бен Харклрод в своём Twitter сообщил об уходе из группы.
В этом альбоме в песнях Bring Me Home и Decennium Фил Бозман впервые использует чистый вокал, что впоследствии сильнее укоренится в творчестве группы.

### The ValleyиKin(2018—2023)
Седьмой студийный альбом The Valley вышел 29 марта 2019 года. Восьмой полноформатный альбом Kin вышел 30 октября 2021 года. Эти альбомы являются концептуальной дилогией, повествующие об истории детства и внутренней борьбы вокалиста Фила Бозмана. В основу фабулы первой части легли его взаимоотношения с матерью, болевшей шизофренией и находившейся в зависимости от героина, а также с отчимом-тираном. Вторая часть посвящается окончательной потере вокалистом родителей и его попытках выстраивать свою жизнь самостоятельно.
Стилистически эти альбомы обозначили отход группы от традиционного звучания в сторону прогрессивного дэт-метала в духе Opeth с обилием техничных партий, нестандартных соло и меланхоличных мелодий акустической гитары. Фил Бозман, помимо гроулинга, начинает более активно использовать и чистый вокал для передачи эмоциональной составляющей сюжета двух альбомов. Так, в альбоме Kin почти половину вокальных партий Бозман исполняет чистым вокалом, а такие песни, как Orphan, Hickory Creek или Kin не содержат гроулинга вовсе.
В августе 2024 года группа выпустила концертный альбом Live in the Valley, где исполнила основные песни из своей концептуальной дилогии.

### Hymns in Dissonance(2023 — н.в.)
В 2023 году группа сообщала, что работает в студии над девятым альбомом, и что предстоящий альбом должен вернуть коллектив к брутальным дэт-металлическим корням. Кроме того, к середине того же года из концертных сет-листов группы пропали песни из The Valley и Kin, содержащие чистый вокал.
Первый сингл девятого альбома, A Visceral Retch, был выпущен 12 сентября 2024 года.
Альбом Hymns in Dissonance вышел 7 марта 2025 года и получил восторженные отзывы критиков. Как и его предшественники, запись также носит концептуальный характер, рассказывая историю служителей кровавого культа Пустоты. Это первый альбом после Our Endless War (2014), не содержащий чистого вокала.

## Состав
| Нынешний состав - Фил Бозман — экстремальный вокал (2006-настоящее время), чистый вокал (2016—2023) - Бен Сэвэдж — соло-гитара (2006-настоящее время) - Алекс Уэйд — ритм-гитара (2006-настоящее время) - Гейб Крисп — бас-гитара (2006-настоящее время) - Зак Хаусхолдер — третья гитара (2007-настоящее время) - Брэндон Заки — ударные (2024-настоящее время; гастроли 2022—2024) | Бывшие участники - Брэндон Кэгл — ритм-гитара (2006—2007) - Дерек Мартин — ударные (2006—2007) - Кевин Лэйн — ударные (2007—2011) - Бен Харклрод — ударные (2012—2017) Бывшие концертные участники - Гэвин Парсонс — ударные (2011—2012) - Чейсон Уэстморленд — ударные (2017—2018) - Эрни Инигез — ударные (2018—2019) - Алекс Рюдингер — ударные (2019—2021) |

## Дискография
- 2007 — The Somatic Defilement
- 2008 — This Is Exile
- 2010 — A New Era Of Corruption
- 2012 — Whitechapel
- 2014 — Our Endless War
- 2016 — Mark Of The Blade
- 2019 — The Valley
- 2021 — Kin
- 2025 — Hymns in Dissonance

## Видеография
| Год  | Название                                   | Режиссёр          | Альбом                  |
| ---- | ------------------------------------------ | ----------------- | ----------------------- |
| 2008 | «This Is Exile»                            | Дэвид Бродски     | This Is Exile           |
| 2008 | «Possession»                               | Дэвид Бродски     | This Is Exile           |
| 2009 | «Eternal Refuge»                           | Abstrakt Pictures | This Is Exile           |
| 2010 | «The Darkest Day Of Man»                   | Дэвид Бродски     | A New Era of Corruption |
| 2011 | «Breeding Violence»                        | Скотт Хансен      | A New Era of Corruption |
| 2012 | «I, Dementia»                              | Дэвид Бродски     | Whitechapel             |
| 2012 | «Possibilities Of An Impossible Existence» | Страти Хорватос   | Whitechapel             |
| 2014 | «Our Endless War»                          | Мэтис Арнелл      | Our Endless War         |
| 2014 | «Worship the Digital Age»                  | Дэвид Бродски     | Our Endless War         |
| 2015 | «Let Me Burn»                              | Митч Мэйсси       | Our Endless War         |
| 2016 | «Elitist Ones»                             | Джим Фостер       | Mark of the Blade       |
| 2016 | «Bring Me Home»                            | Мэтис Арнелл      | Mark of the Blade       |
| 2019 | «When a Demon Defiles a Witch»             | Мэтис Арнелл      | The Valley              |
| 2019 | «Hickory Creek»                            | Мэтис Арнелл      | The Valley              |
| 2020 | «Doom Woods»                               | Crystal Spotlight | The Valley              |